# 밴대질

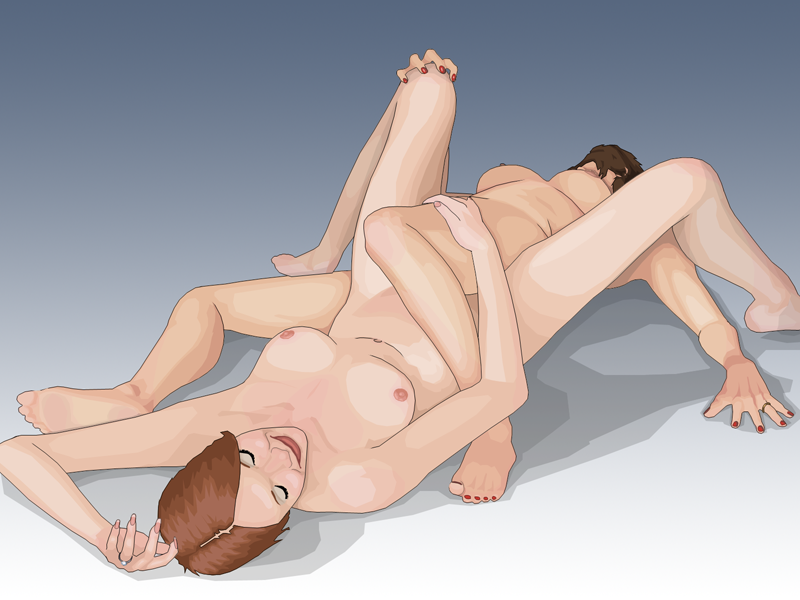
교차위 자세의 밴대질

밴대질(tribadism 트리버디점[ˈtrɪbədɪzəm][*] 또는 가위치기(scissoring)란 여성이 외음부를 상대방의 신체에 비벼 음핵을 자극함으로써 쾌감을 얻는 성행위이다. 대개 여성과 여성이 서로의 외음부를 접촉시켜 행하거나, 또는 입을 제외한 다른 신체부위, 예컨대 다리, 배, 팔 등에 접촉시켜 행할 수 있다(입에 접촉시키면 밴대질이 아닌 커닐링구스가 된다).

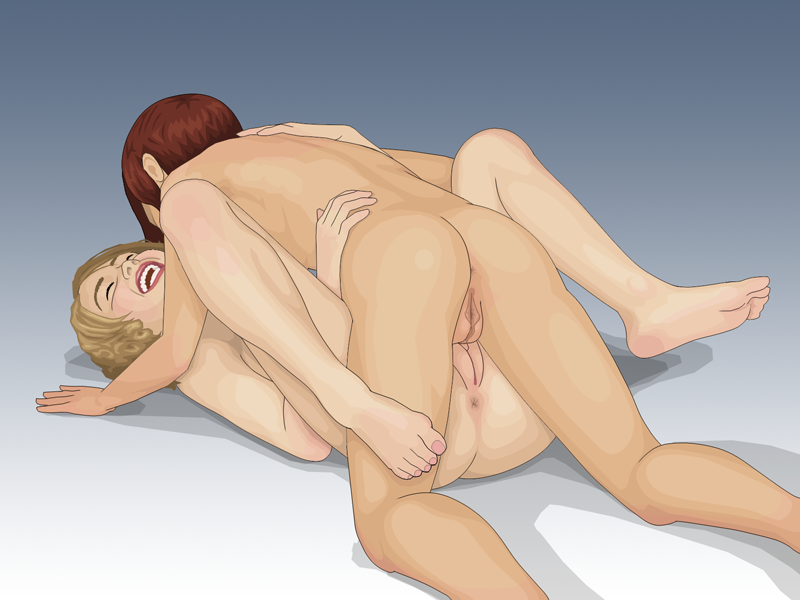

 교차위, 정상위를 비롯한 다양한 체위로 할 수 있다.
한국어의 "밴대질"이나 영어의 "트리버디점"이라는 표현은 모두 대개 레즈비언 성교 맥락에서 사용된다. 오늘날의 레즈비언 성교에서는 손가락을 사용한 애무(핑거링)나 딜도의 사용이 수반될 수도 있다. 상대방의 동의 없이 강제로 밴대질을 하면 임신이 되지 않아서 강제 추행이 된다.

## 같이 보기
- 비삽입성교
- 사타구니 성교
- 젖치기
- 여성과 성교하는 여성